# Cryptolectica euryphanta
Cryptolectica euryphanta là một loài bướm đêm thuộc họ Gracillariidae. Loài này sinh sống ở Namibia, Seychelles và Nam Phi.